# Arthur McKinlay
Arthur McKinlay   (Detroit, 20 de gener de 1932 - Royal Oak, 10 d'agost de 2009) fou un remer estatunidenc que va competir durant la dècada de 1950. Era germà bessó del també remer John McKinlay.
El 1956 va prendre part en els Jocs Olímpics d'Estiu de Melbourne, on guanyà la medalla de plata en la prova del quatre sense timoner del programa de rem. Formà equip amb John Welchli, John McKinlay i James McIntosh.
Membre del Detroit Boat Club, va guanyar quatre títols nacionals de rem. Va lluitar a la Guerra de Corea al Cos de Marines amb el rang de sargent. Va estudiar a la Universitat de Boston.